# Pedro Rubiano Sáenz

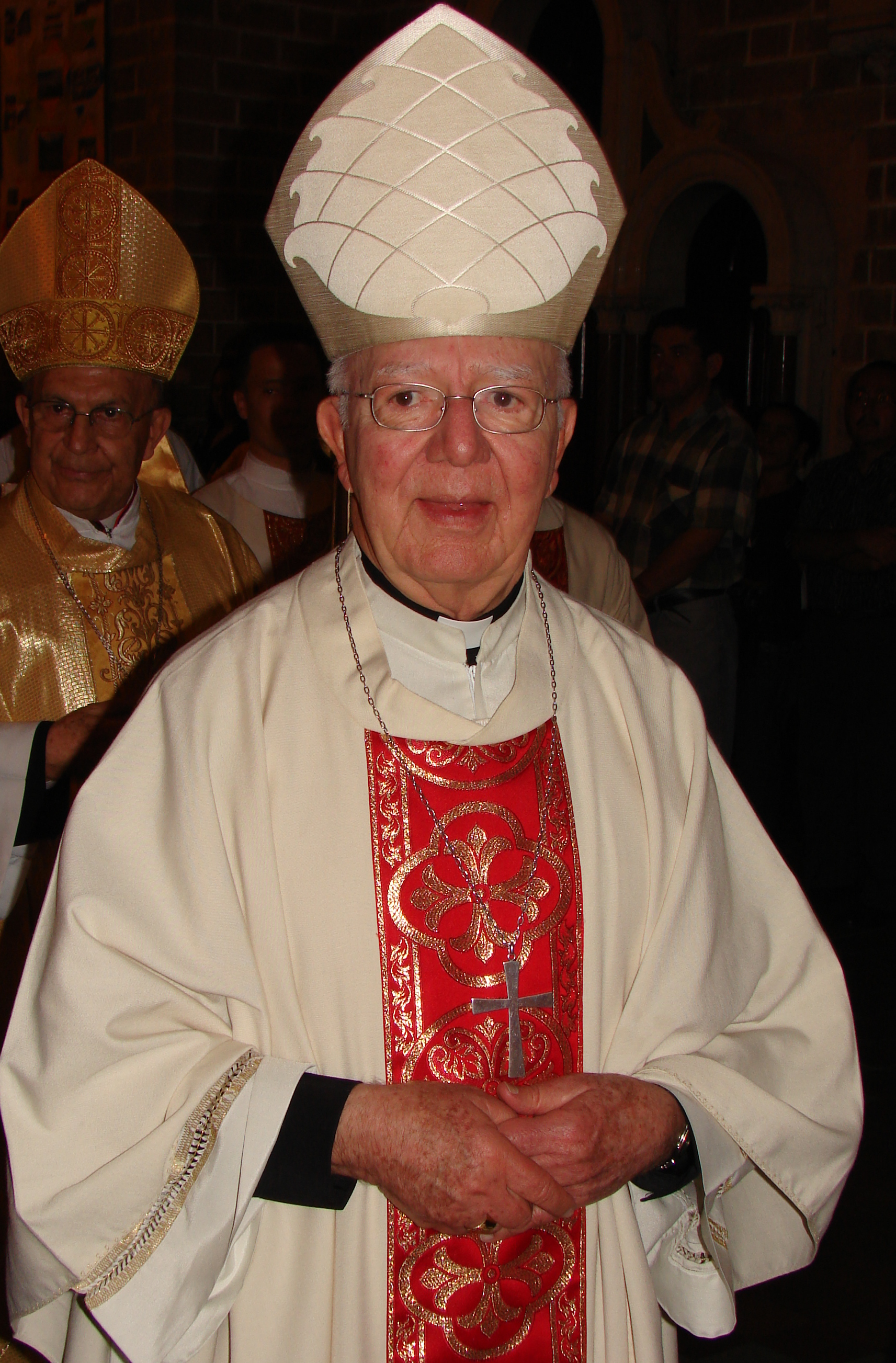
Pedro Kardinal Rubiano Sáenz (2010)

Kardinalswappen

Pedro Kardinal Rubiano Sáenz (* 13. September 1932 in Cartago; † 15. April 2024 in Bogotá) war ein kolumbianischer Geistlicher und von 1994 bis 2010 römisch-katholischer Erzbischof von Bogotá. Darüber hinaus war er zwischen 1990 und 2005 in zwei Amtsperioden Vorsitzender der Kolumbianischen Bischofskonferenz.

## Leben
Pedro Rubiano Sáenz studierte Katholische Theologie und Philosophie am Priesterseminar des Bistums Cali und empfing am 8. Juli 1956 das Sakrament der Priesterweihe für das Bistum Cali. Weitere Studienjahre führten ihn an die Katholische Universität von Amerika in Washington, D.C. und die Universität Laval in Québec, ehe er verschiedene priesterliche Aufgaben als Gemeindekaplan, Vikar an einer Militärschule, Hochschulpfarrer und Krankenhausseelsorger wahrnahm. An der Päpstlichen Katholischen Universität von Chile (PUC) in Santiago de Chile wurde er mit einer Dissertation zur Soziallehre der Kirche promoviert. Dort wirkte er auch als stellvertretender Rektor.
Papst Paul VI. ernannte ihn am 2. Juni 1971 zum Bischof von Cúcuta. Die Bischofsweihe empfing er am 11. Juli desselben Jahres von Angelo Palmas, dem Apostolischen Nuntius in Kolumbien. Mitkonsekratoren waren Alberto Uribe Urdaneta, Erzbischof von Cali, und Alfredo Rubio Diaz, Erzbischof von Nueva Pamplona. Papst Johannes Paul II. bestellte ihn am 26. März 1983 zum Koadjutorerzbischof des Erzbistums Cali, dessen Leitung er am 7. Februar 1985 als zweiter Erzbischof übernahm. Am 27. Dezember 1994 ernannte ihn Johannes Paul II. zum Erzbischof der kolumbianischen Hauptstadt Bogotá und nahm ihn am 21. Februar 2001 als Kardinalpriester mit der Titelkirche Trasfigurazione di Nostro Signore Gesù Cristo in das Kardinalskollegium auf. Nach dem Tod Johannes Pauls II. nahm Kardinal Sáenz am Konklave 2005 teil.
Von 1990 bis 1996 und erneut von 2002 bis 2005 leitete Rubiano Sáenz als Vorsitzender die Kolumbianische Bischofskonferenz. Vom Mai 2003 bis Juli 2007 leitete er im Lateinamerikanischen Bischofsrat CELAM deren Finanzkommission. Er war Großprior der Provinz Kolumbien des Ritterordens vom Heiligen Grab zu Jerusalem.
Am 8. Juli 2010 nahm Papst Benedikt XVI. sein aus Altersgründen vorgebrachtes Rücktrittsgesuch an. Beim Konklave 2013 war er nicht mehr wahlberechtigt, da er die Altersgrenze von 80 Jahren bereits überschritten hatte.
Kardinal Sáenz engagierte sich lange Zeit für Frieden in seinem Land und versuchte dabei auch, zwischen marxistischen Guerillagruppen und der kolumbianischen Regierung zu vermitteln. 1995 setzte er hierfür eine Kommission ein, die an einem Dialog zwischen den Konfliktparteien arbeitete.
Pedro Rubiano Kardinal Sáenz starb im April 2024 in Bogotá.

## Mitgliedschaften
Kardinal Sáenz war Mitglied folgender Einheiten der Römischen Kurie:
- Kongregation für das Katholische Bildungswesen (seit 2001[6])
- Päpstlicher Rat der Seelsorge für die Migranten und Menschen unterwegs (seit 2001[7])